# Pachycraerus caeruleatus
Pachycraerus caeruleatus är en skalbaggsart som beskrevs av Lewis 1899. Pachycraerus caeruleatus ingår i släktet Pachycraerus och familjen stumpbaggar. Inga underarter finns listade i Catalogue of Life.